# Challenger (char)
Pour les articles homonymes, voir Challenger et A30.
Le A30 Challenger est un char cruiser britannique de la Seconde Guerre mondiale, qui est entré en service lors de la bataille de Normandie en juillet 1944. Il ne doit pas être confondu avec le chasseur de char A30 Avenger, qui n'est apparu qu'après les combats en Europe (voir texte plus bas).
Pour définir l'A30 Challenger, il s'agissait d'un canon anti-char Ordnance QF 17 pounder monté dans une tourelle appropriée, sur un châssis rallongé de char Cromwell, afin d'augmenter la puissance de feu des unités de chars. Il a été produit à seulement 200 exemplaires. Au combat, il peut être comparé au Sherman Firefly.

## Histoire
Pour admettre l'imposant canon, il fallut une tourelle plus grande que celle du Cromwell, étudiée pour le prototype TOG II, ce qui obligea aussi à agrandir la caisse. Celle-ci fut allongée et une paire de galets de roulement lui fut ajoutée. Pour compenser l'augmentation du poids, le blindage fut réduit, et la mitrailleuse de caisse fut supprimée pour laisser place à un râtelier à obus. 
Aucun préparatif n'avait été fait pour l'étanchéité en eau profonde et pour cette raison le Challenger ne fut pas engagé dans le débarquement de Normandie avant l'installation du port Mulberry à Arromanches. Le Challenger, en dépit de la hauteur de son centre de gravité, fut apprécié par ses équipages, car il était plus rapide et agile que son équivalent sur châssis américain, le Sherman Firefly. Celui-ci était cependant plus facile à construire et Birmingham Carriage & Wagon Company ne produisit pas plus de 200 Challengers. Beaucoup furent livrés à des unités disposant déjà de chars Cromwell, ce qui facilitait la maintenance, puisqu'ils avaient de nombreuses pièces communes.

## Une variante: l'A30 Avenger
L'Avenger, selon sa désignation officielle complète le SP 17 pdr, A30 (Avenger), est une variante du Challenger avec une tourelle ouverte de forme différente pour réduire son poids. Comme la production prioritaire de l'usine Vauxhall était le Comet, les 250 Avenger ne furent pas disponibles avant la fin de la guerre en Europe. Ils furent utilisés par la force d'occupation britannique en Allemagne.